# Go!Zilla (gruppo musicale)
I Go!Zilla sono una band italiana, autrice di un garage rock dalle venature psichedeliche e con elementi punk. Nato nel 2011 a Firenze come duo, il gruppo è composto da Luca Landi (voce, chitarra), Mattia Biagiotti (chitarra / voce), Fabio Ricciolo (batteria) e Niccolò Odori (synth / percussioni).

## Storia del gruppo
I Go!Zilla nascono inizialmente come un duo: Luca Landi (voce, chitarra) e Andrea Del vento (batteria). Nel 2012 il gruppo, con questa formazione, pubblica un primo EP omonimo, "Go!Zilla" (Santa Valvola Records), ed un sette pollici, " I'm Bleeding/You got the eye" (Surfin Ki Records). La band, in power duo, fa diversi concerti in giro per l'Italia, con qualche data anche in Germania ed in Danimarca. Il batterista, Andrea Del Vento, però, poco dopo, lascia il gruppo, sostituito da Fabio Ricciolo. La nuova line up ritorna in tour suonando su palchi italiani ed europei.

## Formazione

### Formazione attuale
- Luca Landi - voce, chitarra (2011- presente)
- Mattia Biagiotti - chitarra / voce (2013- presente)
- Fabio Ricciolo - batteria (2012 - presente)
- Niccolò Odori - synth / percussioni (2015 -presente)
- Federico Sereni - basso (2017 -presente)

### Ex componenti
- Andrea Del vento - batteria (2011-2012)

## Discografia

### Album in studio
- 2012 - Grabbing a Crocodile (Black Candy Records)
- 2015 -  Sinking in Your Sea (Black Candy Records/Beast Records/Algo Records)
- 2018 - Modern Jungle's Prisoners (Teenage Menopause Records)

EP
- 2012 - Go!Zilla (Santa Valvola Records)
- 2012 - I'm Bleeding/You got the eye (Surfin Ki Records)
- 2014 - Magic Weird Jack (Beast Records)